# ضواحي سانت لوسيا

ضواحي سانت لوسيا

أرباع سانت لوسيا السابقة

تنقسم سانت لوسيا إلى إدارياً إلى 10 ضواحي ( District ) في المستوى الأول وفي المستوى الثاني 459 مستوطنة ( Settlement ) . وفي السابق كانت تستخدم الأرباع ( Quarter )  وهي نظام تقسيم بدأ العمل به منذ أيام الاستعمار البريطاني واستمر بعد الاستعمار الفرنسي حتى عام 2014 حين تم إلغاء الربع الدوفين ( Dauphin ) والربع براسلين ( Praslin ) وإضافة الكناري.

## القائمة
| الضاحية              | الاسم بالأنجليزي | المساحة كم2 | تعداد السكان (2010) |
| -------------------- | ---------------- | ----------- | ------------------- |
| ضاحية أنس لا راي     | Anse la Raye     | 31          | 6,247               |
| ضاحية الكناري        | Canaries         | 16          | 2,044               |
| ضاحية كاستري         | Castries         | 79          | 65,656              |
| ضاحية شويزل          | Choiseul         | 31          | 6,098               |
| ضاحية دينيري         | Dennery          | 70          | 12,599              |
| ضاحية الجزيرة الكبرى | Gros Islet       | 101         | 25,210              |
| ضاحية لابوري         | Laborie          | 38          | 6,701               |
| ضاحية ميكو           | Micoud           | 78          | 16,284              |
| ضاحية سوفرير         | Soufrière        | 51          | 8,472               |
| ضاحية فيو فورت       | Vieux Fort       | 44          | 16,284              |

## روابط خارجية
- إدارة الإحصاء الوطني لسانت لوسيا
- تعداد السكان  – Districts of Saint Lucia
- سانت لوسيا بموقع Statoids – Districts of Saint Lucia
- سانت لوسيا بموقع GeoHive